# كلورتولورون
الكلورتولورون أو الكلوروتولورون هما اسمان شائعان لمركب عضوي ينتمي إلى فئة فينيل اليوريا من مبيدات الأعشاب التي تستخدم لمكافحة الحشائش عريضة الأوراق والحولية في محاصيل الحبوب.

## لمحة تاريخية
حصل الكيميائيون في شركة دو بونت في عام 1952 على براءة اختراع لسلسلة من مشتقات أريل اليوريا كمبيدات للأعشاب.  
سوقت الشركة للعديد من المركبات التي تغطيها هذه البراءة تجاريا كمبيدات أعشاب مثل مبيد المونورون الذي يحتوي على مركب 4-كلوروفينيل، ومبيد الديورون الذي يحتوي على مركب 3،4-ثنائي كلوروفينيل، ومبيد الكلوروتولورون الذي يحتوي على مركب 3-كلورو-4-فينيل الميثيل. طُرح في الأسواق بعد ذلك ما يزيد عن ثلاثين مادة من نظائر اليوريا لصيقة الصلة بنفس آلية عمل مبيد الكلورتولورون في جميع أنحاء العالم.

## التحضير
تُعد المادة الأولية في تحضير الكلورتولورون، كما تصفها براءة اختراع شركة دو بونت، هي مستبدل الأريل أمين في الأنيلين، والذي تتم معالجته باستخدام الفوسجين لتكوين مشتق الأيزوسيانات، ثم يتفاعل هذا المشتق بعد ذلك مع ثنائي ميثيل الأمين ليعطي المنتج النهائي من الكلورتولورون.

## آلية العمل
تعتبر فئة فينيل اليوريا من مبيدات الأعشاب، والتي من بينها الكلورتولورون مركبات مثبطة للتمثيل الضوئي، حيث تعمل على حجب موضع ربط البلاستوكينون QB في النظام الضوئي الثنائي II، مما يمنع تدفق الإلكترون من البلاستوكينون QA إلى البلاستوكينون QB، ويؤدي هذا إلى قطع سلسلة نقل الإلكترون الضوئي، ويقتل النبات العشبي في نهاية المطاف.

## الاستخدام
مُنح مركب الكلورتولورون الموافقة والترخيص بالاستخدام لأول مرة في الاتحاد الأوروبي في عام 1994، ثم مددت فترة سريان الترخييص بعد ذلك حتى أكتوبر 2021. يستخدم الكلوتولورون حاليا بشكل رئيسي مع خليط من مبيدات أعشاب أخرى من بينها الديفلوفينيكان والبينديميثالين.
يُستخدم الكلورتولورون بشكل رئيسي لمكافحة نمو الأعشاب في محاصيل الحبوب مثل القمح والشعير حيث يمكن استخدام مبيد الكلورتولورون لمكافحة العديد من الحشائش عريضة الأوراق والأعشاب من نوع الأعشاب الثعلبية الرفيعة، والأربيان البري، والرغل المضطجع، والأعشاب البكورية، وأعشاب الفصيلة المحمودية، والنبات القراص، واللاميون، وعشب الخشخاش المنثور، وقبأ المروج الحولي، وأعشاب الفصيلة الباذنجانية، وحشيشة القزاز، وزهرة الحواشي.